# Bohuslavice u Zlína
Bohuslavice u Zlína (in tedesco Bohuslawitz) è un comune della Repubblica Ceca facente parte del distretto di Zlín, nella regione di Zlín.